# Laguna Park
Laguna Park es un lugar designado por el censo ubicado en el condado de Bosque en el estado estadounidense de Texas. En el Censo de 2010 tenía una población de 1.276 habitantes y una densidad poblacional de 142,1 personas por km².

## Geografía
Laguna Park se encuentra ubicado en las coordenadas 31°52′00″N 97°23′2″O / 31.86667, -97.38389. Según la Oficina del Censo de los Estados Unidos, Laguna Park tiene una superficie total de 8.98 km², de la cual 7.76 km² corresponden a tierra firme y (13.61%) 1.22 km² es agua.

## Demografía
Según el censo de 2010, había 1.276 personas residiendo en Laguna Park. La densidad de población era de 142,1 hab./km². De los 1.276 habitantes, Laguna Park estaba compuesto por el 96.24% blancos, el 0.47% eran afroamericanos, el 1.02% eran amerindios, el 0% eran asiáticos, el 0% eran isleños del Pacífico, el 0.24% eran de otras razas y el 2.04% pertenecían a dos o más razas. Del total de la población el 3.84% eran hispanos o latinos de cualquier raza.